# Škoda HT 30

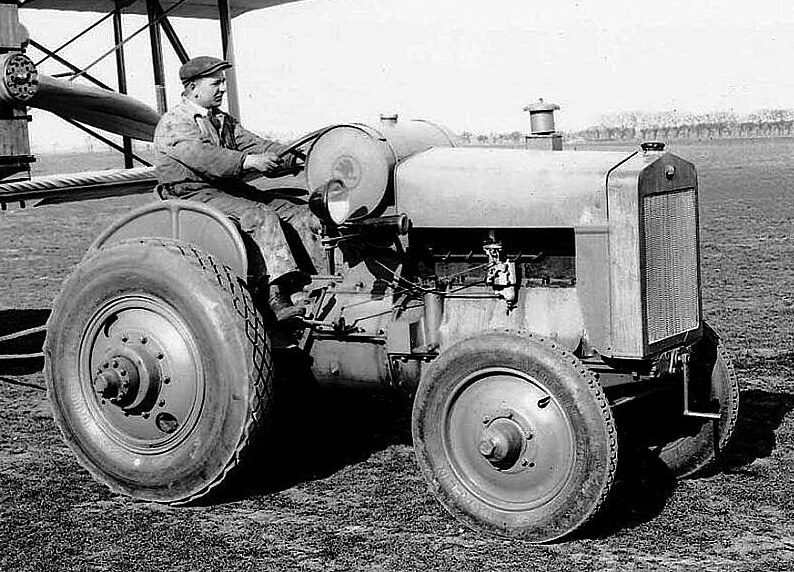
Škoda HT 30

Škoda HT 30 je traktor vyráběný československým podnikem Škoda Plzeň od roku 1926. Jednalo se o první sériově vyráběný traktor v Československu. Vyrobeno bylo celkem 750 kusů v osmi sériích. Jednotlivé série se lišily menšími vývojovými změnami. Motor traktoru byl čtyřválcový o výkonu 22 kW a byl přizpůsobený podle přání zákazníka na chod na benzín, dynalkol nebo petrolej. Měl tři převodové stupně dopředu a jeden dozadu. Maximální rychlost traktoru byla 11 km/h, hmotnost s orebními koly činila asi dvě tuny, se silničními koly potom 2,6 tuny. Tažná síla dosáhla hodnoty 1300 kg. S orebními koly stál traktor HT 30 na 54 tisíc Kč, se silničními koly se cena vyšplhala na 74 tisíc Kč. Traktor byl v Československu velmi rozšířený a dostal se i do Rumunska, Bulharska nebo Jižní Ameriky.
Název HT 30 značil hospodářský traktor s motorem o výkonu 30 koní (22 kW).

## Technické údaje
Technické údaje:
- Hmotnost: 2000 kg
- Délka: 2950 mm
- Výška: 1625 mm
- Šířka: 1975 mm
- Rozchod kol vpředu: 1260 mm
- Rozchod kol vzadu: 1410 mm
- Rozvor: 1650 mm
- Motor: čtyřválcový
- Objem motoru: 4850 cm³
- Počet převodových stupňů: 3+1
- Maximální rychlost: 11 km/h